# جان موفیت (ورزشکار)
جان موفیت (انگلیسی: John Moffitt؛ زادهٔ ۲۱ دسامبر ۱۹۸۰) ورزشکار دو و میدانی اهل ایالات متحده آمریکا است.